# Pinjarra
Pinjarra är en ort i Peel i Western Australia längs South Western Highway, 86 km söder om Perth och 21 km sydöst om Mandurah. Pinjarra hade ett invånarantal på 4 910 personer (2016).